# Gouvernement Georgië
Het gouvernement Georgië (Russisch: Грузинская губерния; Groezinskaja goebernija) was een gouvernement (goebernija) van het keizerrijk Rusland in de periode 1801 tot 1840. Het gouvernement werd in 1801 gecreëerd toen Rusland het Georgische koninkrijk Kartli-Kachetië annexeerde. Door verdere veroveringen in Transkaukasië en het Verdrag van Boekarest in 1812 werd het gouvernement uitgebreid. Het ging in 1840 op in het gouvernement Georgië-Imeretië.